# Agrostophyllum uniflorum
Agrostophyllum uniflorum är en orkidéart som beskrevs av Rudolf Schlechter. Agrostophyllum uniflorum ingår i släktet Agrostophyllum och familjen orkidéer. Inga underarter finns listade i Catalogue of Life.